# Bleeding Heart (chanson)
Bleeding Heart est une chanson de blues écrite et enregistrée par Elmore James en 1961. Considéré "parmi les plus grandes chansons de James", Bleeding Heart a ensuite été popularisé par Jimi Hendrix, qui a enregistré plusieurs versions de la chanson.

## Version originale

### Historique et description
Bleeding Heart est un blues à douze mesures au tempo lent qui met en vedette Elmore James au chant et à la guitare slide. Elle est enregistrée lors d'une des dernières sessions d'enregistrement de l'artiste et comporte en accompagnement des musiciens à la place de la formation The Broomdusters qui l'accompagne habituellement. Selon le producteur Bobby Robinson, c'était son idée d'enregistrer James avec un « son de big band » et d'engager le chef d'orchestre Paul Williams pour arranger la section cuivres. La chanson contient certains des vers les plus mémorables de James : 

« Les gens, les gens, les gens, vous savez ce que cela signifie d'être laissé seul (2×)
Pas de lettre aujourd'hui, pas même un appel sur mon téléphone...
Femme mauvaise et non compréhensive
Ils ont tous les deux fait saigner mon cœur »

Bien qu'enregistrée en 1961, Bleeding Heart n'est sortie qu'en 1965, deux ans après la mort d'Elmore James. Elle a d'abord été publiée en tant que face B du single It Hurts Me Too, qui rencontre le succès. Plus tard dans l'année, la chanson Bleeding Heart apparait également en face B du single Mean Mistreatin' Mama. Ces versions singles ont été éditées à 2:37; une version 3:05 est apparue plus tard dans l'album Elmore James Memorial Album et divers albums de compilation, parfois avec le titre (My) Bleeding Heart.

### Personnel
- Elmore James : chant, guitare slide
- Paul "Hucklebuck" Williams : saxophone baryton
- George Coleman : saxophone ténor
- Danny Moore : trompette
- Dickie Harris : trombone
- Nehemiah "Riff" Ruffin : guitare
- Johnny Acey : piano
- Johnny ou Earl Williams : batterie
- Inconnu : basse

## Versions de Jimi Hendrix

### Contexte et interprétations en concerts
Jimi Hendrix, qui a fréquemment cité Elmore James comme une influence, a enregistré plusieurs fois la chanson Bleeding Heart. Une première interprétation de la chanson en concert avec Hendrix au chant et à la guitare, fidèle à l'interprétation d'origine d'Elmore, est enregistrée en 1965 ou 1966 avec la formation de Curtis Knight.
Le 18 mars 1968, Jimi Hendrix organise un concert improvisé au Scene Club de New York avec des amis dont Jim Morrison, Johnny Winter et le batteur Buddy Miles. Durant le concert, Jimi interprète Bleeding Heart avec de nouvelles paroles, mais la performance est gâchée par un Jim Morrison ivre qui improvisait des paroles à connotation sexuelle pendant la moitié de la chanson. Le concert est enregistré et diffusé dans de nombreux bootlegs non officiels avant de connaitre une sortie officielle avec l'album posthume Bleeding Heart en 1994 (non réédité depuis).
Le 24 février 1969, la chanson est de nouveau interprétée lors du concert du Jimi Hendrix Experience au Royal Albert Hall, qui est enregistré et filmé pour une éventuelle sortie du film du concert qui n'aura finalement pas lieu. Pourtant, la chanson apparait dans l'album live posthume Experience en 1971.
Le 31 décembre 1970, la chanson est à nouveau jouée lors du premier des concerts du Band of Gypsys, nouvelle formation de Jimi, au Fillmore East à New York qui est enregistré intégralement. Elle n'apparaitra qu'en 2016 dans l'album live Machine Gun: The Fillmore East First Show et trois ans plus tard avec l'album en premier disque du coffret Songs for Groovy Children qui comprend l'intégralité des concerts du nouvel an.

### Enregistrements
En 1969, Hendrix enregistre au moins trois versions différentes de Bleeding Heart au studio Record Plant à New York dans lesquelles il s'éloigne du style du blues d'Elmore James et propose trois nouveaux arrangements : du blues modernisé pour la version du 18 mars qui apparait dans l'album posthume Blues (1994), une version uptempo le 24 avril qui parait dans l'album posthume Valleys of Neptune (2010) et du funk lent pour la version du 21 mai publiée dans l'album People, Hell and Angels (2013). Sur ces trois versions, le guitariste est accompagné du bassiste Billy Cox, tandis que la batterie est tenue par Buddy Miles à l'exception de la seconde version tenue par Rocky Isaac. Sur la troisième version, Jimi Sultan apparait aux congas.
L'année suivante, Jimi enregistre au Record Plant Studios le 24 mars 1970 avec le bassiste Billy Cox et le batteur Mitch Mitchell la piste de base d'une nouvelle version studio qui s'éloigne encore plus du blues. Elle sera achevée en juin 1970 dans les nouveaux studios Electric Lady construit pour le guitariste, où un travail de mixage est fait par Hendrix et l’ingénieur du son Eddie Kramer. Cette version sera remixée après la mort de Jimi par Kramer lui-même et publiée dans l'album posthume War Heroes en 1972 (non réédité), puis sur South Saturn Delta en 1997 lors de la remise en ordre du catalogue par la famille Hendrix qui vient d'en reprendre le contrôle.

### Single et vidéo musicale
La version issue de l'album Valleys of Neptune est également publiée en single le 1er mars 2010 en téléchargement digital et en physique une semaine plus tard. Elle comporte en face B un instrumental inédit intitulé Peace in Mississippi. Ce titre issu des sessions d'octobre 1968 aux studios TTG lors du séjour de Hendrix à Los Angeles est publié par Alan Douglas dans une version modifiée pour l'album posthume Crash Landing en 1975 et dans sa version d'origine dans l'album posthume Voodoo Soup en 1994.
Il existe une version alternative du single avec en face B l'instrumental Jam 292 issue du pirate officiel Hear My Music (2004) publié par Dagger Records. Ce titre était déjà paru dans l'album posthume Loose Ends en 1974 (non réédité).
Le clip de Bleeding Heart est réalisé par Julien Temple. Elle est publiée sur Spotify le 25 février 2010.

### Personnel
Version Valleys of Neptune
- Jimi Hendrix : chant, guitares, production
- Billy Cox : basse
- Rocky Isaac : batterie
- Chris Grimes : tambourin
- Al Marks : maracas